# Pleterje, Krško
Pleterje este o localitate din comuna Krško, Slovenia, cu o populație de 156 de locuitori.